# Уинтонотитан
Уинтонотитан (лат. Wintonotitan) — род завроподных динозавров из клады Somphospondyli, живших во время позднемеловой эпохи (сеноманский век) на территории Австралии. Типовой и единственный вид — Wintonotitan wattsi.

## История изучения и описание
Голотип QMF 7292 был найден ещё в 1974 году в 60 км к северо-западу от Уинтона (Winton), Квинсленд. По названию населённого пункта дано родовое название Wintonotitan, буквально — титан из Уинтона. Обнаружил остатки Кейт Уотс (Keith Watts), в честь которого выбрано видовое название wattsi. Голотип включает конечности, рёбра и позвоночник. Наблюдается сходство с Phuwiangosaurus. Скот Хокнулл (Scott Hocknull) предположил, что вид Austrosaurus mckillopi незначительно отличается от голотипа Wintonotitan wattsi и должен рассматриваться как nomen dubium.